# Julani Archibald
Julani Archibald (Basseterre, San Cristóbal y Nieves, 18 de mayo de 1991) es un futbolista de San Cristóbal y Nieves que juega en la posición de guardameta con el Platense FC de la Liga Nacional de Ascenso.

## Carrera

### Club
| Periodo   | Club                 |
| --------- | -------------------- |
| 2008-2012 | Washington Archibald |
| 2012–2013 | Village Superstars   |
| 2013–2018 | W Connection         |
| 2018–2021 | CD Real de Minas     |
| 2021-2022 | Santa Lucia FC       |
| 2022      | Birkirkara FC        |
| 2022–2023 | Lorca Deportiva CF   |
| 2023–2024 | CD Victoria          |
| 2024–     | Platense FC          |

### Selección nacional
A nivel de selecciones menores jugó para San Cristóbal y Nieves en seis ocasiones con la selección sub-23 en 2011. Debutó con San Cristóbal y Nieves en la clasificación de Concacaf para la Copa Mundial de Fútbol de 2018 ante Islas Turcas y Caicos el 1 de diciembre de 2016.
Jugó en la primera aparición de San Cristóbal y Nevis en un torneo internacional en la Copa de Oro de la Concacaf 2023 donde fue titular en los tres partidos de la fase de grupos.

## Logros
- TT Pro League (1): 2013/14
- Copa de Trinidad y Tobago (1): 2013/14
- Charity Shield de Trinidad y Tobago (2): 2013, 2014
- Pro Bowl de Trinidad y Tobago (2): 2013, 2014
- Goal Shield de Trinidad y Tobago (1): 2013